# 魔劍生死棋
《魔劍生死棋》（英語：The Sword and the Chess of Death）是一部2007年8月於中華電視公司主頻道首播的武俠電視劇，由徐進良執導、潑墨仙人事業股份有限公司製作。

## 故事概要
話說大將軍應順天，動用三千名工匠建造巨大無比的棋城，以己之私而搶坐天下，將棋城造在鏡映湖內，當完工之後，卻將這三千名工匠，全數淹沒至湖底。應順天邀劍祖下盤生死棋，應順天不甘敗在劍祖，決意另行，再邀劍祖比試劍技，應順天已知劍祖有仁義之心，不會與人爭位奪名，因此告訴劍祖十年前殺他妻小的人是應順天，逼迫劍祖使出全力。結果兩敗俱傷，應順天死前向天詛咒，死後做鬼要讓五百年後，在江湖掀起腥風血雨。

## 音樂
主題曲
- 歌名：每一個寒冬
- 主唱：孫協志

片尾曲
- 歌名：信物
- 主唱：孫協志

## 演員[1]
- 孫協志 飾 任千行

男，二十五歲，英挺穩健，與藏鋒從小結拜，情同手足。後投入至尊盟盟主官御天麾下，開始工於心計，為求目的不擇手段。武林大會上，海鯊宮霸主赫連霸打敗官御天，篡奪至尊盟盟主大位，千行為遂日後叱吒天下心願，臣服於赫連霸。因深愛劉依依而與藏鋒結惡，勢不兩立，甚至要致藏鋒於死地。
後赫連霸被前來復仇的官御天所殺，千行又復投靠官御天，卻盡得真傳，武功一日千里，甚至習得失傳絕學「一劍隔世」。官御天為防千行走火入魔，故意消他兩成功力，引來千行不滿，於奪得魔劍後，第一個要殺的竟是官御天。官御天武功被千行所破，又被玉兒偷襲重傷。臨死前揭露千行身世，自己原是千行生父。千行大悲，終於持魔劍入了魔道…

- 邵兵 飾 燕藏鋒

男，二十五歲，性情敦厚，正直明理，名門之後，幼年父親受陷逃亡，母親唯恐他再涉入江湖之事而招殺身之禍，禁止他學武功，當一個平凡的學堂夫子。因神火教主女兒拜玉兒為報殺家滅門之仇，刺殺官御天而負傷，被藏鋒所救，兩人情愫暗生，卻是波折不斷，甚至讓藏鋒誤會玉兒為殺母仇人，從此恩斷義絕。同時，藏鋒感受到劉依依的真誠無私之愛，決定與依依比翼雙飛，此舉卻得罪了結義兄弟任千行，因為千行暗戀依依已久，從此與藏鋒反目成仇，屢屢將藏鋒逼入絕境……

- 劉濤 飾 劉依依

女，二十四歲，熱情堅強，外向活潑，行事獨立果斷，承襲家傳的一手廚藝獨步天下，開設食神居，人稱女食神。任千行因一道紅燒獅子頭引起幼時的回憶而被感動，進而對她百般追求。但依依深愛藏鋒，然而藏鋒只把她當朋友一般看待，直到拜玉兒誤殺藏鋒的母親，藏鋒才遵循母親遺命迎娶劉依依。然千行破壞婚事，藏鋒失蹤，依依無奈，入了死心門從此隱居。後找到藏鋒時，卻被玉兒屢屢從中作梗，甚至有性命之危，與藏鋒之戀異常坎坷。但依依憑著相信愛情並以堅強的信念，終於與藏鋒雙宿雙棲。

- 婷婷 飾 拜玉兒

女，二十四歲，外表冷艷，性情壓抑，神火教主拜霆之女，後被海裟宮的赫連霸收為義女。當年官御天派燕忠揚血洗神火教，只剩玉兒逃出，並與幼時的藏鋒有過一面之緣，一飯之恩。長大後，玉兒刺殺官御天失手，被藏鋒所救，兩人再次相逢，激起情愛火花。但橫亙在二人之間的卻是殺家滅門之恨，令二人愛得既痛且悲，讓人斷腸，甚至逼玉兒放棄藏鋒，成全藏鋒與依依好事。然而赫連霸之死，令玉兒激起復教使命，開始工於心計，橫刀奪愛，也因此被千行利用，走入邪道，反與藏鋒越行越遠，最後玉兒體會愛別離苦的真諦，死於藏鋒懷中。

- 馬如風 飾 赫連霸

海鯊宮掌門人，是神火教主拜霆的結義兄弟。個性陰沉，絕技分身魔影獨步武林。神火教被滅後，赫連霸為了壯大海鯊宮，於是收隴神火教教眾，甚至認玉兒為義女，他的最終目的便是成為武林至尊。他用計打敗了官御天，當上至尊盟主，下一步便是奪得魔劍統一武林，卻受制於鑄劍城城主劍尊，最後鎩羽而歸，被復出的官御天所殺。

- 呂良偉 飾 官御天

至尊盟主，城府頗深，心機極重，他為了收攏各大門派，不擇手段。最後被赫連霸打敗，暫時退出江湖修練天下無敵的先天罡氣，並以慕容華的身份，向鑄劍城城主劍尊下戰帖奪魔劍，卻因赫連霸的攪局而失敗。對赫連霸的新仇舊恨未消，官御天終於了結了赫連霸，重新登上至尊盟盟主之位，卻發現千行竟是自己失散的兒子。官御天私下對千行傾囊相授，甚至擺明了要千行當接班人，種種行為竟讓千行更加誤會官御天只是在利用及安撫他。千行在奪得魔劍後殺機終於爆發，卻得知官御天竟是自己的生父。官御天臨死前將全身功力灌入魔劍，願意成全千行雄霸天下的野心。

- 劉威 (客串) 飾 應順天

護國大將軍，迷戀功名權力，用三千工匠打造生死棋城，並留下寶藏以彰顯功業。鏡映湖之戰，敗在劍祖手下，最後落得沉魂湖底下場。

- 唐國強 (客串) 飾 劍祖

人稱棋聖、劍祖，棋、劍兩絕，文武雙全。一生嫉惡如仇，妻兒卻被人所害。鏡映湖之戰，得知義弟應順天乃殺妻殺子仇人。最後贏得生死棋，並犧牲自己與應順天同歸於盡。

## 外部連結
- 華視《魔劍生死棋》官方網站 （页面存档备份，存于）

## 作品的變遷
| 華視 八點劇場 星期一~五20:00 - 22:00     | 華視 八點劇場 星期一~五20:00 - 22:00   | 華視 八點劇場 星期一~五20:00 - 22:00 |
| ---------------------------------------- | -------------------------------------- | ------------------------------------ |
|                                          | 魔劍生死棋 （2007.08.13 - 2007.09.11） |                                      |
| 又見一簾幽夢 （2007.07.11 - 2007.08.10） | 超級男女 （2007.09.12 - 2007.10.16）   |                                      |